# Olbram von Škvorec

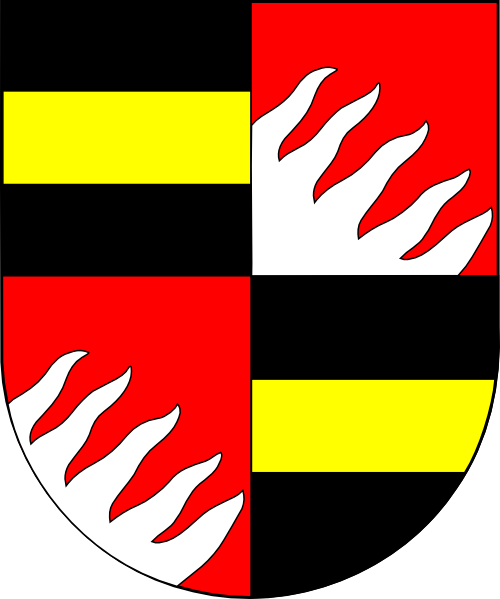
Wappen Olbram von Škvorec, Erzbischof von Prag

Olbram von Škvorec (auch: Wolfram von Škvorec; Wolfram de Skworecz; tschechisch: Olbram ze Škvorce; † 1. Mai 1402 vermutlich in Prag) war Erzbischof von Prag.

## Herkunft und Werdegang
Olbram entstammte der geadelten Prager Patrizierfamilie der Wolfram (Olbramovici), die ursprünglich in Eger ansässig war. Sein Vater Olbram Menhart war seit 1356 Richter in der Prager Neustadt und 1373–1380 Burggraf auf dem Vyšehrad, seine Mutter Katharina war eine Schwester des Prager Erzbischofs Johann von Jenstein. Nachdem Olbram Menhart 1361 die Herrschaft Škvorec erworben hatte, zeichnete er ab 1380 als Olbram Menhart von Škvorec (Olbram Menhart ze Škvorce). Olbrams Bruder Paul (Pavel) ist seit 1397 als Burggraf von Týn nad Vltavou nachweisbar. Ein weiterer Bruder, Wenzel (Václav), stand in königlichen Diensten und wurde 1396 bei seiner Pensionierung mit 300 Pfund Silber ausbezahlt. Nach dem Tode des Vaters 1388 wurden die Brüder Olbram, Paul und Wenzel Besitzer der Herrschaft Škvorec.
Olbram war Kanoniker des Peter-und-Paul-Stifts auf dem Vyšehrad. Er studierte die Artes an der Karls-Universität und anschließend Rechtswissenschaften in Bologna. Nach seiner Rückkehr nach Böhmen 1379 wurde er auf päpstliche Veranlassung Domherr in Prag. Zudem verlieh ihm sein Onkel Johann von Jenstein die Propstei des Stiftskapitels St. Apollinaris in der Prager Neustadt. Herzog Johann, der jüngste Bruder König Wenzels IV., ernannte ihn zum Kanzler des Herzogtums Görlitz. Bis zum Tode Johanns im Jahre 1396 blieb Olbram der engste Vertraute des Herzogs.

## Erzbischof von Prag
Nachdem Johann von Jenstein nach seiner Flucht aus dem Erzbistum resigniert hatte, schlug er seinen Neffen Olbram von Škvorec als Nachfolger vor. Da er hierzu die Zustimmung König Wenzels eingeholt hatte, erfolgte die päpstliche Ernennung am 31. Januar 1396, die Bischofsweihe im Veitsdom am 2. Juli des Jahres. Noch im gleichen Jahr ließ Olbram den zunächst in der Heilig-Kreuz-Kirche bestatteten Leichnam des 1393 vom König ertränkten Generalvikars seines Vorgängers, des später als Heiliger verehrten Johannes von Nepomuk, in den Veitsdom überführen.
Als Erzbischof veranstaltete er mehrere Diözesansynoden. Aus seiner Amtszeit sind 65 Urkunden überliefert. 1398 verfasste er neue Statuten für die Prager Domkirche und erweiterte die Statuten des  Augustiner-Chorherrenstifts Raudnitz. Diese sollten künftig für alle Augustiner-Chorherrenstifte seiner Kirchenprovinz verbindlich sein.
Das Verhältnis zum König war vertrauensvoll. Bei den Verhandlungen mit König Karl VI. von Frankreich 1398 gehörte Olbram dem königlichen Gefolge an. Beim Zustandekommen des Waffenstillstandes zwischen der königlichen Partei und dem rebellierenden Adel fungierte er als Schiedsrichter.
Am 12. August 1401 wurde er durch König Wenzel IV. in einer Verpflichtungserklärung zusammen mit drei weiteren böhmischen Adligen zum Mitregenten eingesetzt. Diese ehrenvolle Aufgabe konnte er nur kurze Zeit verrichten. Nach seinem Tod wurde er im Veitsdom beigesetzt.